# Dacia 1300
Dacia 1300 — передньоприводний автомобіль, що виготовлявся румунською компанією Dacia у 1969—2004 рр.
Ліцензійна копія Renault 12. Всього виготовлено 1 959 730 авт.

## Історія

Тимчасова заміна — Dacia 1100 (Renault 8)

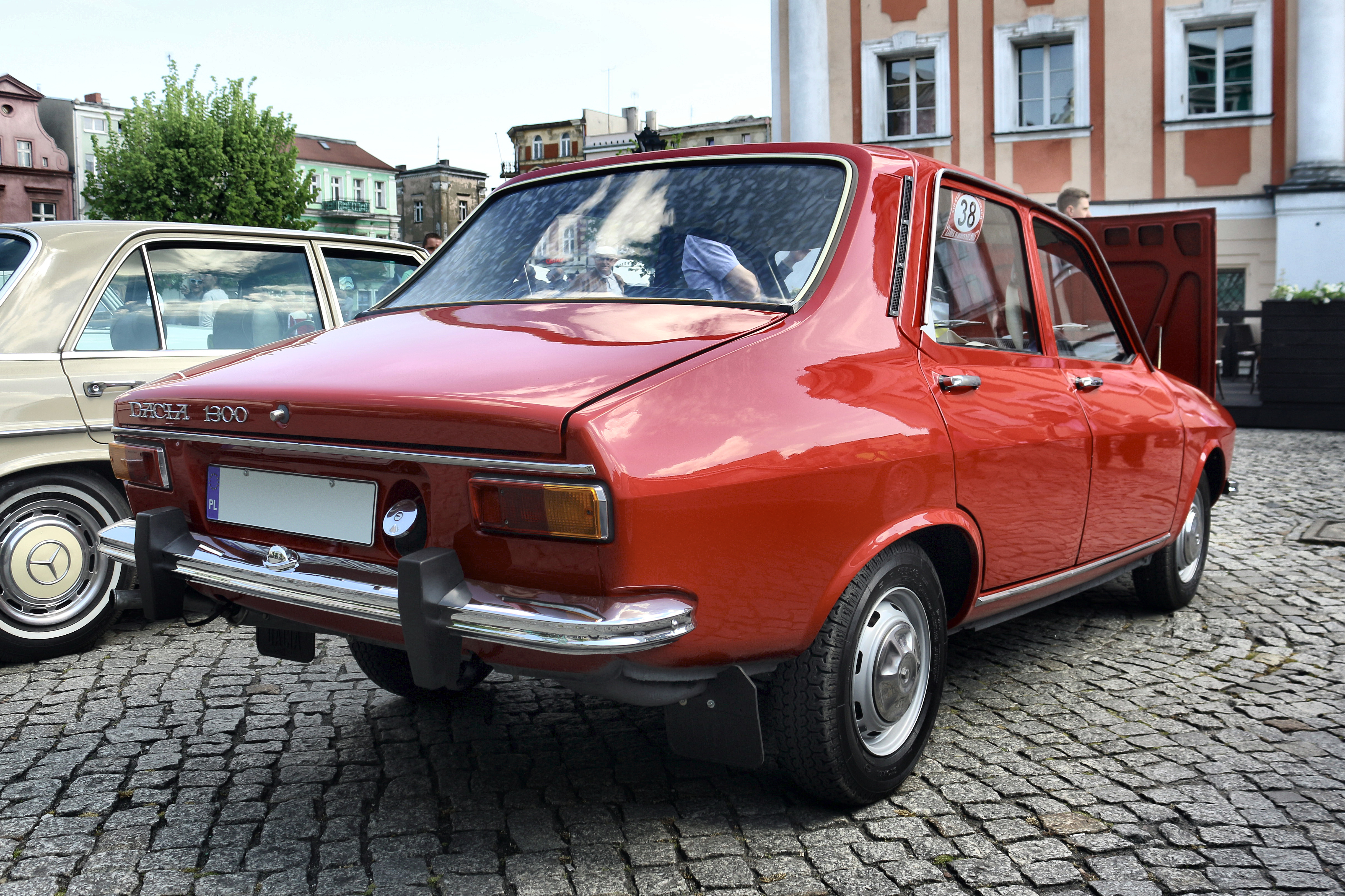
Dacia 1300 вигляд ззаду

У середині 60-их рр. доходи населення Румунії дозволяли купувати легкові автомобілі. Виробництво ж автомобілів в країні було представлено тільки вантажівками, а потреби у легковиках задовольнялись імпортом — переважно з країн Ради економічної взаємодопомоги (автомобілями Москвич, Волга, Škoda, Tatra, Trabant та Wartburg). У незначних кількостях купувались автомобілі і з капіталістичних країн. Тож правління Румунії вирішило розгорнути виробництво власних автомобілів придбавши ліцензію у провідного виробника. Автомобіль мав бути сучасним, недорогим, економним (двигун об'ємом не більше 1300 см3), містким (4-5 людей) та розрахованим на масовий випуск (не менше 40-50 тис. авт./р.). Переговори велись з Alfa Romeo, Fiat, Austin, DKW, Peugeot тощо. Спочатку обрали нову модель Alfa Romeo, однак несподівано з'явилась пропозиція від Renault — запустити у виробництво модель з кодовою назвою R117, котра ще готувалась до випуску у самій Франції. Це був достатньо великий на той час передньопривідний седан з економним двигуном об'ємом 1289 см3. Очевидно, вибір у якості партнера французької компанії був обумовлений хорошими політичними відносинами Румунії та Франції, багаторічною технічною співпрацею, що розпочалася ще у довоєнний період.
У результаті 6 вересня 1966 р. був підписаний контракт з Renault, і у містечку Колібаш (зараз Міовені) у передмісті Пітешті розпочалось будівництво заводу UAP (рум. Uzina de Autoturisme Pitesti — автомобільний завод Пітешті). Перша черга підприємства була зведена всього за півтора року. Серійне виробництво мало розпочатись у 1968 р. одночасно у Франції (під назвою Renault 12) та у Румунії (під назвою Dacia 1300), однак через політичну нестабільність у Франції випуск довелось відкласти. Тому 20 серпня 1968 р. у Пітешті тимчасово розпочалось конвеєрне збирання з французьких машинокомплектів задньомоторної Renault 8 (також у якості тимчасової заміни пропонувався Renault 16) під маркою Dacia 1100. У 1968—1971 рр. у Румунії виготовили 37546 таких машин.
Перший седан Dacia 1300 зійшов з конвеєра 23 серпня 1969 р. паралельно з початком випуску Renault 12. Хоча, у 1969 р. в Румунії вдалось зібрати тільки 293 автомобіля Dacia 1300 — в основному завод займався вже налагодженим збиранням Dacia 1100.
У жовтні 1969 р. Renault 12 представили на Паризькому автосалоні, а Dacia 1300 (майже водночас) на Бухарестському міжнародному ярмарку. У тому ж році Renault 12 зайняв третє місце у європейському конкурсі «Автомобіль 1970 року».
Події розвивались вигідно для румунів, й не виключено, що вони вже розраховували частину своїх автомобілів реалізувати у Європі через мережу Renault. Однак Renault 12 у Європі популярним не став. По-перше, машина мала надмірну поворотність при проходженні поворотів на швидкості — задні колеса часто втрачали зчеплення з дорогою. По-друге, при більшій, ніж у однокласників, довжині та сильно нахилених лініях капота й багажника, що робили їх практично невидимими з місця водія, паркуватись на Renault 12 в обмеженому просторі було нелегко. Проте простоту конструкції та надійність Renault 12 оцінили у країнах Африки та Латинської Америки. У момент запуску у виробництво Dacia була сучасним автомобілем з високим рівнем комфорту та безпеки навіть за європейськими мірками.
Симпатії до автомобіля викликав і той факт, що перші кілька років його збирали з деталей французького виробництва. Зрозуміло, що швидко листи очікування нового автомобіля розтягнулись у Румунії на роки — така була реальність у багатьох соціалістичних країнах.
Вже до 1970 р. завод UAP випускав кілька варіантів автомобіля: Dacia 1300 — у стандартній комплектації, Dacia 1300L (Lux) та Dacia 1301Ls (Lux Super) — в покращених комплектаціях, отримавши обігрів заднього скла, вбудований радіоприймач, додаткові жовті протитуманні фари, дзеркала заднього виду з обох сторін та литі диски коліс з алюмінієвого сплаву з унікальним дизайном, а Lux Super ще й салон з ще кращим оснащенням. Усі Dacia 1301Ls призначались для номенклатури Румунської комуністичної партії й у вільний продаж не потрапляли.
У 1973 р. був освоєний випуск універсала Dacia 1300 Break, котрий також виготовлявся у вигляді фургона з вікнами без задніх сидінь (Dacia 1300F) та санітарного автомобіля (Dacia 1300S). А у 1975 р. був розроблений пікап Dacia 1300C вантажністю 500 кг, котрий пізніше отримав найменування Dacia 1302. На пікап та універсал встановлювалась підсилена задня підвіска з більш жорсткими пружинами. У тому ж році Dacia 1300L та Dacia 1301Ls першими отримали двоконтурну гальмівну систему, що зробило їх безпечнішими.
Тим часом закінчувався термін ліцензійної згоди з Renault. Можна було й надалі співпрацювати з французами й перейти разом з ними на виробництво Renault 18, але до 1976 р. виробництво Dacia було повністю локалізовано й Румунія перестала залежати від поставок комплектуючих із Франції. Хтось у правлінні Румунії назвав це хорошим знаком й вирішив, що співпрацю з Renault потрібно на цьому завершити.
На жаль, після «розлучення» з французами якість автомобілів «Дачія» стала помітно знижуватись. А з роками виявилось, що не дивлячись на те, що кузов Dacia 1300 покривався ґрунтом на основі синтетичних смол та двома шарами гліфталевої фарби гарячого сушіння, він швидко роз'їдався корозією.

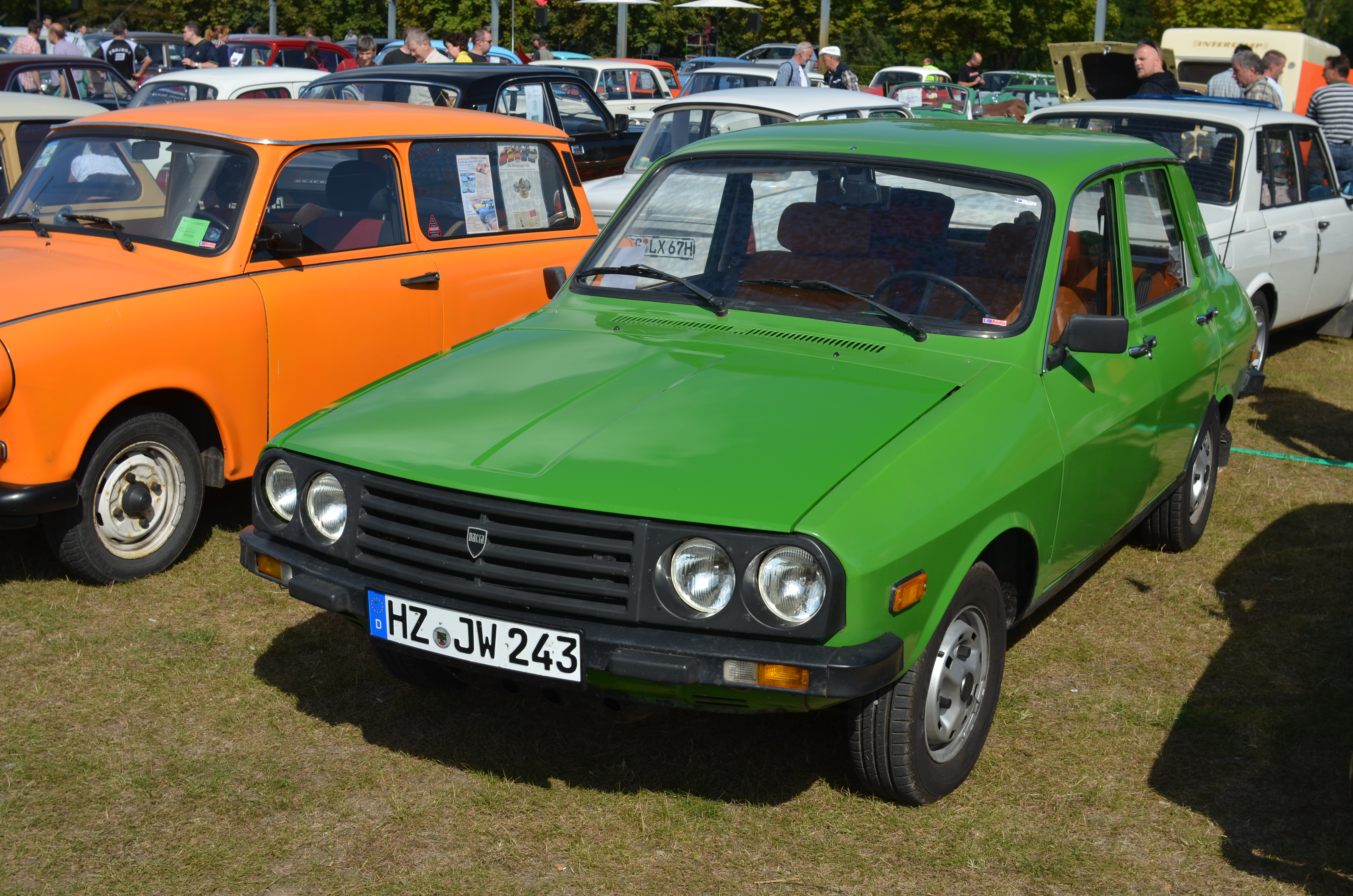
Оновлена Dacia 1310

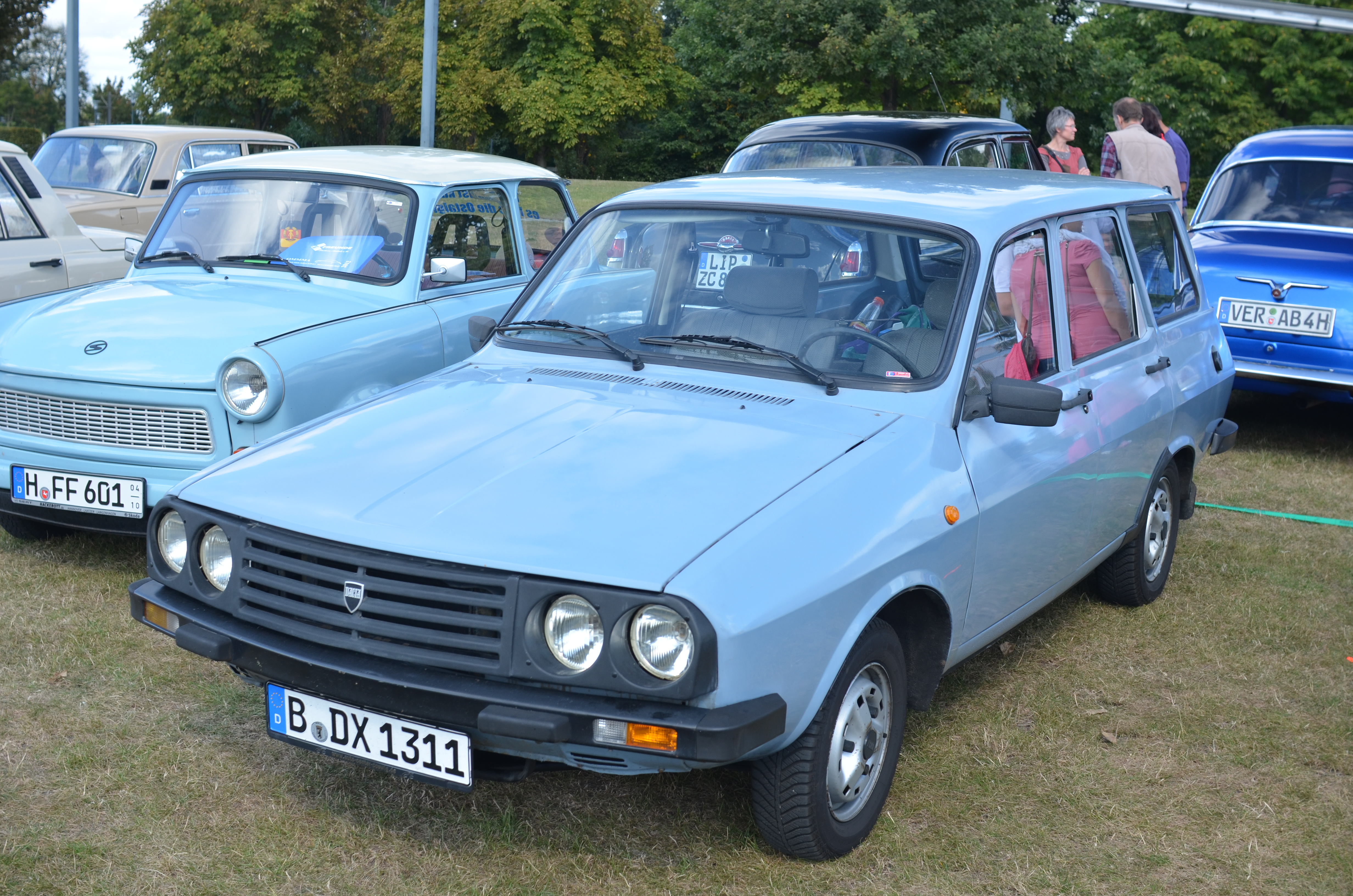
Універсал Dacia 1310 Break

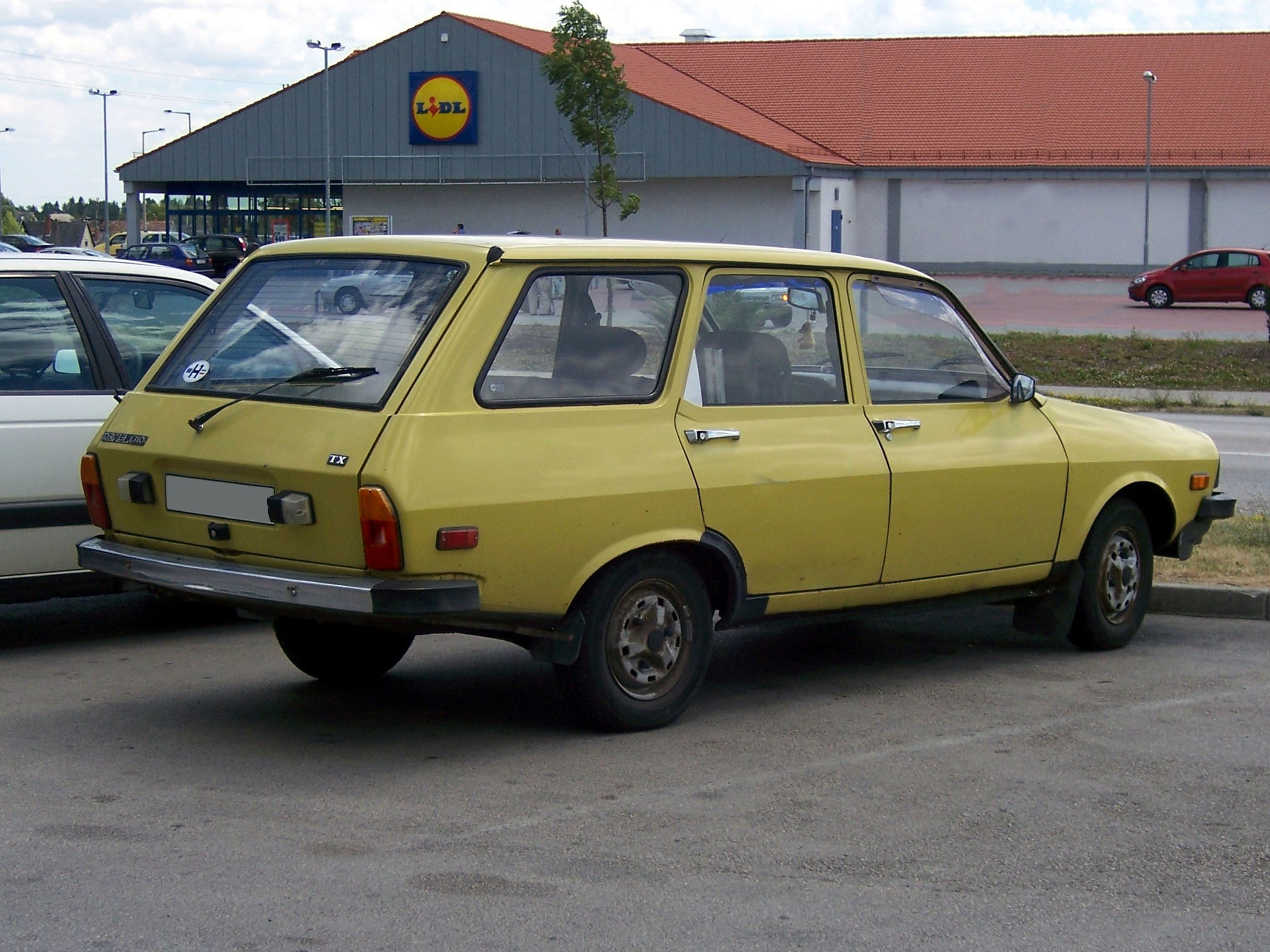
Універсал 1310 вигляд ззаду

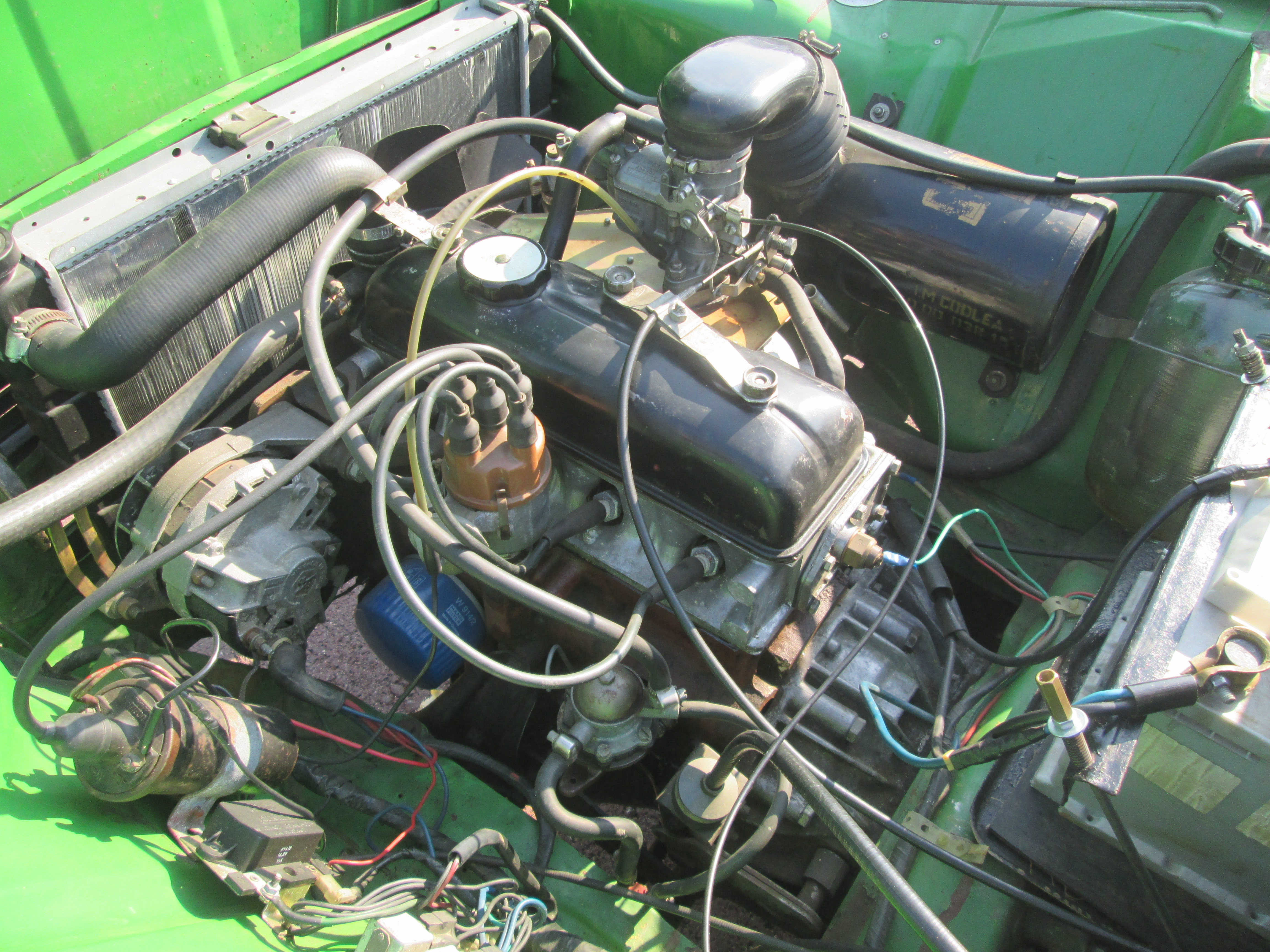
Двигун Dacia 1310

Отримавши самостійність, румунські спеціалісти вирішили збільшити виробничі потужності з 50 до 70-100 тисяч авт./р. Водночас автомобілі піддались першій модернізації. Передня частина отримала нове оформлення з чорною пластмасовою решіткою й чотирма круглими фарами. Масивнішими стали бампери з вбудованими передніми габаритними ліхтарями та еластичними накладками. У салоні встановили нову приладову панель та кермо, передні сидіння оснастили підголовниками.
Вперше оновлену Dacia 1310 показали на виставці у Бухаресті в 1979 р. У виробництво її запустили у тому ж році, однак перший час частка Dacia 1310 у загальному випуску залишалась незначною. Тільки у 1981 р. Dacia 1300 повністю поступилась конвеєром новій моделі Dacia 1310.
Dacia 1310 практично відразу отримала модифікації. Перш за все, на базі седана з'явився універсал Dacia 1310 Break. У 1981 р. у дрібносерійне виробництво потрапила дводверна «спортивна» Dacia 1310 Sport (з 1983 р. — Dacia 1410 Sport з двигуном об'ємом 1397 см3 та потужністю 65 к.с., максимальна швидкість 150 км/год), котра виявилась доступною тільки «золотій» румунській молоді того часу. Замість передньопривідного пікапу Dacia 1302 у 1981 р. у виробництво потрапили легкі вантажівки Dacia 1304 з приводом на задній міст (елементи трансмісії запозичені у ARO 10) та Dacia 1305 з приводом на передню вісь. Причому Dacia 1304 була представлена відразу у трьох варіантах: pick-up, pick-up з пластиковою надбудовою, що перетворювала його у фургон, та drop side (з платформою з відкидними боковими бортами).
У 1983 р. Dacia отримала черговий фейсліфтинг: пластмасова решітка радіатора стала більш масивною, а усі хромовані елементи декору (частини склоочисників, зовнішні дзеркала заднього виду тощо) отримали чорне матове покриття. Водночас під назвою Dacia 1410 був освоєний потужніший варіант базової моделі з двигуном 1397 см3 (65 к.с.) та п'ятиступеневою коробкою передач.
Мільйонний автомобіль Dacia зійшов з конвеєра у 1985 р. Об'єм виробництва заводу в цей рік досягнув 82 тисячі одиниць.
Через два роки румунські інженери з Колібаш представили п'ятидверні хетчбеки Dacia 1320 та Dacia 1420 (на базі седанів Dacia 1310 та Dacia 1410 відповідно), у котрих була допрацьована передня підвіска та гальмівна система (серія CN1). Хетчбеки Dacia 1320 виготовляли недовго — з 1987 по 1990 рр. (всього 2567 екземплярів). Вони чомусь стали дуже популярними у таксистів.
У 1988 р. у виробництво потрапив економний варіант седана Dacia 1210 з двигуном об'ємом 1185 см3 (49 к.с.). Ці машини серійно випускались до кінця 1994 р. У 1989 р. черговому рестайлінгу піддали усі моделі Dacia, крім хетчбеків. Це були перш за все попередні моделі, але з новим оформленням передка та іншими фарами.
У 1989 р. припинився комуністичний режим Ніколае Чаушеску. Автомобільний завод до цього часу знаходився не в кращому положенні: практично всі моделі, що виготовлялись морально застаріли, саме виробництво вважалось неефективним та виробленим свій ресурс. На підприємстві працювали більше 30 тис. людей, а річний об'єм виробництва становив 64 тисяч авт./р. У цей момент на пост генерального директора заводу UAP прийшов Constantin Stroe, котрий всіляко намагався підтримувати виробництво автомобілів, допоки підприємство не приватизували в липні 1999 р.
У 1990 р. оновили хетчбеки — у виробництво запустили Dacia 1325 Liberta (після революції слово «свобода» стало настільки популярним, що під іменем Liberta продавали навіть пікапи), котру випускали до 1996 р. А у 1992 р. Constantin Stroe оголосив нову стратегію підприємства, згідно якої на перший план вийшли комерційні версії легковиків. На цій хвилі народились пікапи Dacia 1307 та Dacia 1309 з дворядною п'ятимісною кабіною: перший — з приводом на задню вісь, другий — з переднім приводом (Dacia 1309 не користувалась попитом й була знята з виробництва у 1998 р.). А модель Dacia 1304 у 1994 р. отримала варіант King Cab з подовженою кабіною й посадковою формулою «2+2». У цей же час освоюється випуск комерційних варіантів з 1,9-літровим дизелем Renault й повнопривідного пікапа Dacia 1307 з переднім приводом, що відмикається.

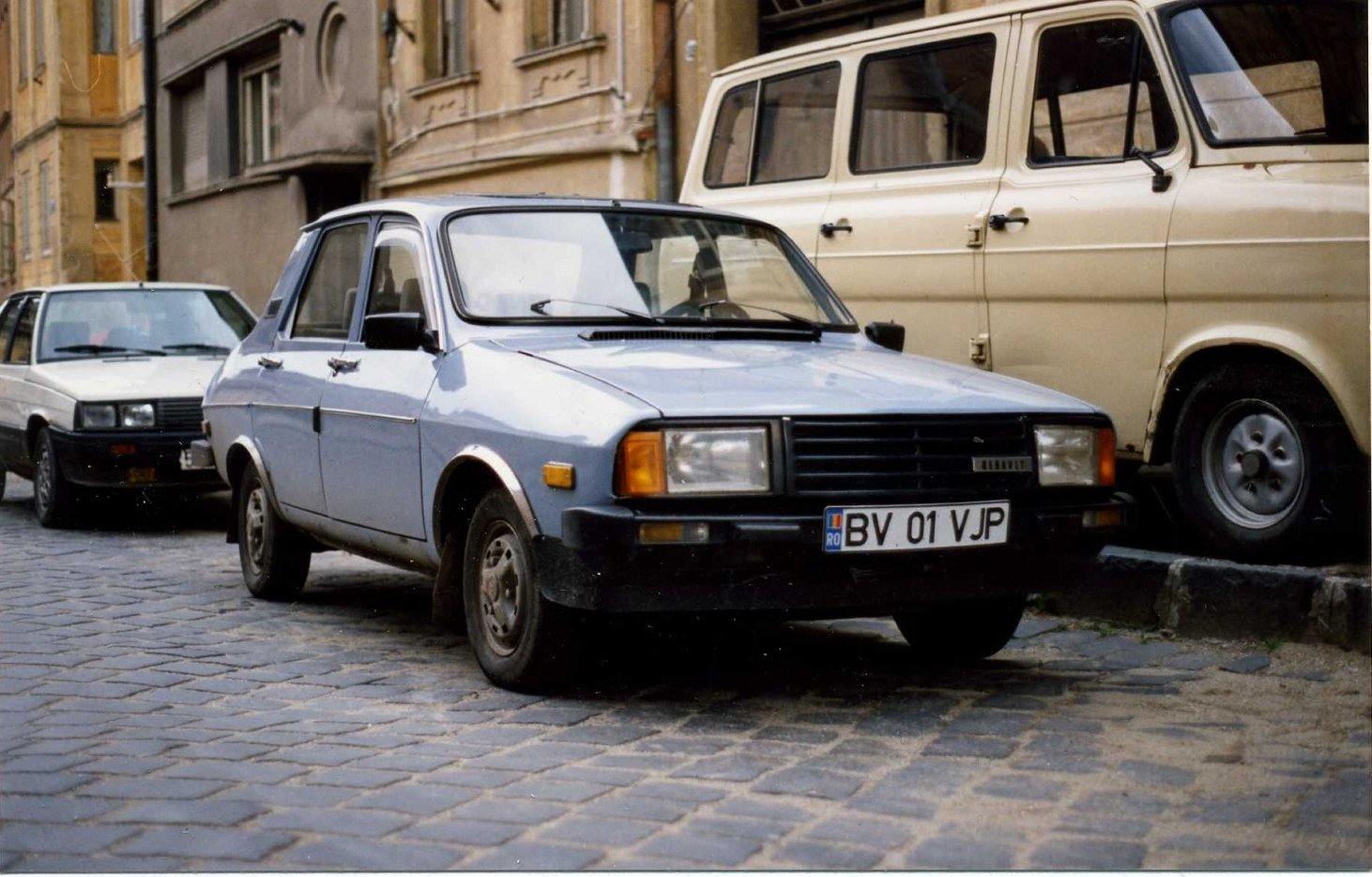
Dacia 1996 р.

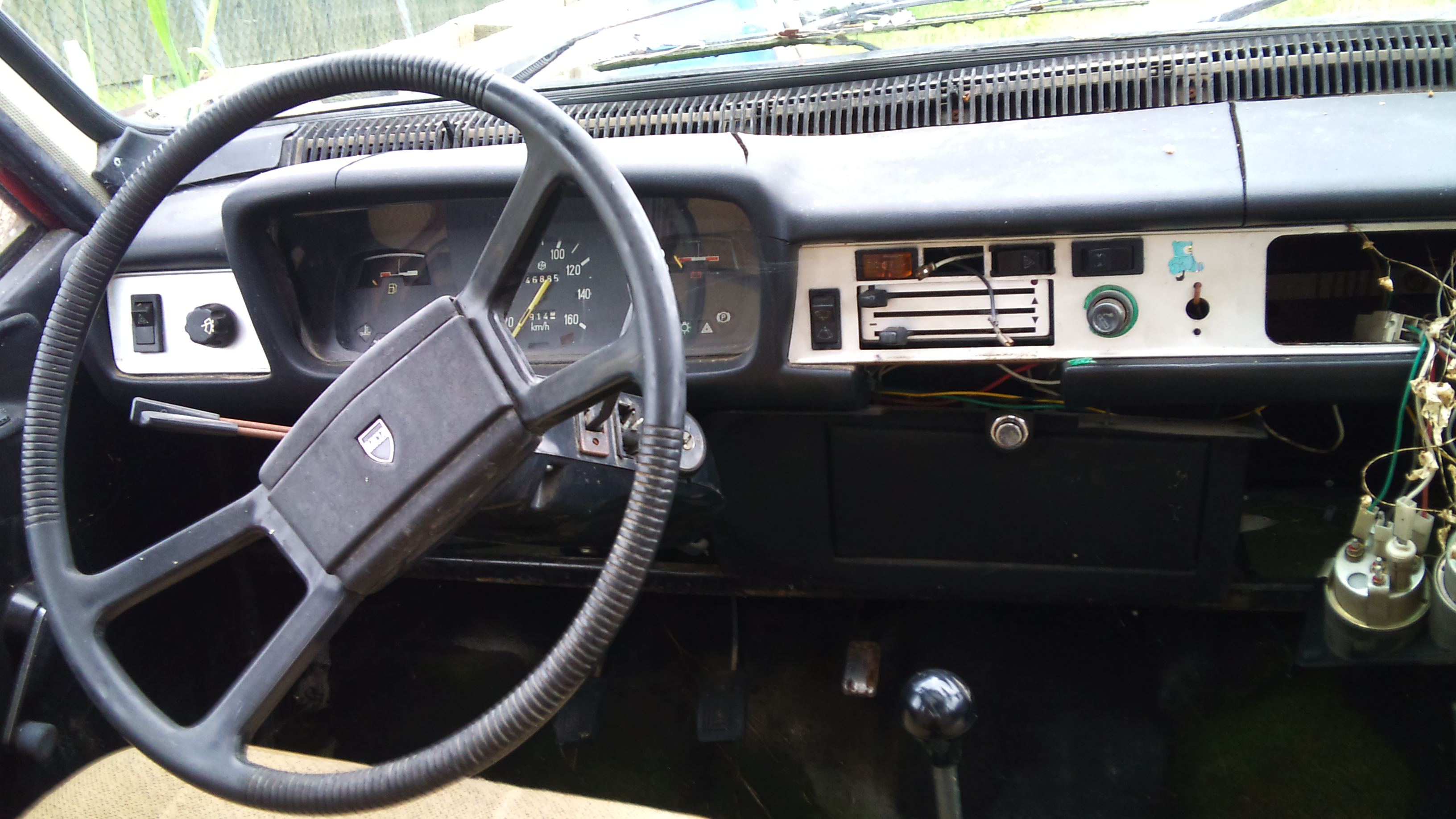

У 1993 р. черговому фейсліфтінгу (серія CN2) піддалось усе сімейство автомобілів Dacia — машини черговий раз отримали нове оформлення передньої частини. «Косметичні підтяжки» проводились ще два рази — у 1995 (серія CN3) та у 1998 рр. (серія CN4). У 1995 р. з конвеєра зійшла ювілейна Dacia — двомільйонна з моменту заснування заводу.
У вересні 1999 р. завод UAP був придбаний групою Renault, з метою орієнтації його на випуск сучасної продукції для країн Східної Європи. У цей час з'являються Dacia з двигунами оснащеними системами впорскування Bosch (Dacia 1310 Li). Дизельні варіанти легко розпізнаються за рахунок чорної пластикової частини, що виступає над капотом — дизельний двигун був вищим й не вміщався під капотом, тож довелось прорізати отвір й прикривати його пластмасовою кришкою. З покращень цього періоду — встановлення на автомобілі сімейства Dacia 1310 панелі приладів від Dacia Solenza й кріплення коліс на п'яти шпильках (раніше кріпились на трьох). Як не дивно, навіть через 30 років після початку випуску автомобілі «Дачія» продовжували користуватись попитом — переважно через низьку вартість (близько 4200€), ремонтопридатність, доступність запчастин. Випуск застарілих моделей довелось припинити після вступу Румунії у Євросоюз. Виробництво легкових версій на платформі Renault 12 було припинено 21 липня 2004 р. — всього за місяць до 35-річчя!
Останній седан Dacia 1310 з серійним номером 1 979 730 тепер зберігається у музеї Dacia. Через два роки, 8 грудня 2006 р., згорнули випуск пікапів на тій самій базі. Після цього збиральні лінії заводу в Пітешті модернізували для збільшення виробництва Dacia Logan.

### Експорт
За чутками, при комунізмі на заводі UAP, існували дві збиральні лінії: одна для виробництва автомобілів для продажу в Румунії, інша для експортних. Настільки була значна різниця між якістю автомобілів, що поставлялись на внутрішній ринок та закордон. Насправді ніяких двох ліній не було, однак для експортних автомобілів деталі відбирали більш строго. З відбракованих деталей для експортних машин потім збирали Dacia для своїх громадян.
Якісно зібрані експортні «Дачії» активно поставлялись у Грецію, Іран, Сирію, Алжир, Угорщину, НДР, Польщу. В незначних кількостях Dacia експортувалась у Велику Британію. За доволі помірну ціну машина пропонувалась у хорошій комплектації, з п'ятиступеневою коробкою передач, легкосплавними дисками й електричними склопідіймачами. Однак, виявилось, цього було недостатньо — британці частіше обирали надійніші японські та південнокорейські машини. А ось пікапи «Дачія» на британському ринку поширились — приблизно до 1990 р. вони продавались під найменуванням Dacia Shifter.
У СРСР автомобілі «Дачія» не поставлялись. Однак у 1990—1991 рр., коли економічна ситуація у країні змінились, деякі підприємства стали використовувати частину валютної виручки на закупку для своїх робітників легковиків у країнах Східної Європи, зокрема і Dacia. Особливо у цьому мали успіх великі промислові підприємства у Києві — в результаті в Україні автомобілі Dacia стали доволі звичним явищем.

## Модифікації
- 4-дверний седан
- 5-дверний універсал
- 2-дверне coupé
- 2-дверний пікап (Dacia Pick-Up 1302/1304/1305)
- 4-дверний пікап (Dacia Pick-Up 1307/1309)

Модельний ряд пікапів формувався з наступних моделей:
- Dacia 1304 Pick-Up (1981-2006) – задньопривідний пікап;
- Dacia 1304 Drop Side (1981-2006) – задньопривідний вантажний автомобіль з бортовою платформою;
- Dacia 1304 King Cab (1994-2003) – задньопривідний пікап;
- Dacia 1305 Pick-Up (1981-2006) – передньопривідний пікап;
- Dacia 1305 Drop Side (1981-2006) – передньопривідний вантажний автомобіль з бортовою платформою;
- Dacia 1305 King Cab (1994-2003) – передньоприводний пікап зі збільшеною кабіною («2+2»);
- Dacia 1307 Double Cab (1994-2006) – задньопривідний пікап з п’ятимісною кабіною;
- Dacia 1308 Jumbo (1990) – вантажопасажирський пікап зі скляною перегородкою;
- Dacia 1309 Double Cab (1994-2001) – передньоприводний пікап з дворядною п’ятимісною кабіною.

### Двигуни
Усі бензинові 4-тактні 4-циліндрові рядні (R4). Механізм газорозподілу з верхнім розташуванням клапанів і розподільним валом у блоці циліндрів (OHV). 2 клапана на циліндр.
| Модель    | Двигун | Робочий об'єм | Потужність                      | Обертовий момент      | Макс. швидкість | Змішана витрата |
| --------- | ------ | ------------- | ------------------------------- | --------------------- | --------------- | --------------- |
| 1210      | 103.00 | 1185 см3      | 48 к. с. (36 кВт) при 5250 хв-1 | 80 H·м при 3000 хв-1  | 138 км/год      | 6.6 л/100 км    |
| 1300/1310 | 810.99 | 1289 см3      | 54 к. с. (40 кВт) при 5250 хв-1 | 96 H·м при 3300 хв-1  | 145 км/год      | 7,5 л/100 км    |
| 1310/1410 | 102.14 | 1397 см3      | 58 к. с. (43 кВт) при 5250 хв-1 | 102 H·м при 3000 хв-1 | 142 км/год      | 7,2 л/100 км    |
| 1310/1410 | 102.13 | 1397 см3      | 62 к. с. (46 кВт) при 5250 хв-1 | 102 H·м при 3000 хв-1 | 142 км/год      | 7,2 л/100 км    |
| 1310i     | 102.41 | 1397 см3      | 62 к. с. (46 кВт) при 5250 хв-1 | 102 H·м при 3000 хв-1 | 142 км/год      | 7,2 л/100 км    |
| 1310/1410 | 106.00 | 1557 см3      | 72 к. с. (54 кВт) при 5000 хв-1 | 125 H·м при 2500 хв-1 | 160 км/год      | 7,9 л/100 км    |
| 1310i     | 106.02 | 1557 см3      | 72 к. с. (54 кВт) при 5000 хв-1 | 125 H·м при 2500 хв-1 | 160 км/год      | 7,9 л/100 км    |